# Station Broons
Station Broons is een spoorweghalte in de Franse gemeente Broons. Zij wordt bediend door treinen van het netwerk TER Bretagne op het traject Rennes - Saint-Brieuc.